# 天主教莫科阿-錫本多伊教區
天主教莫科阿-錫本多伊教區（拉丁語：Dioecesis Mocoënsis-Sibundoyensis）是哥倫比亞一個羅馬天主教教區，屬波帕揚總教區。
教區前身是卡克塔宗座監牧區，成立於1904年9月23日，1930年5月31日升為代牧區，1951年2月8日易名為錫本多伊代牧區。1999年10月29日升為教區並易名至今。
教區包括普圖馬約省西部十二市、考卡省東南部。2004年有教友255,000人（佔轄區總人口87.9%）、廿三個堂區、廿九名司鐸。現任教區主教為類思·阿爾韋托·帕拉·莫拉。